# Flavio Cipolla
Flavio Cipolla (Roma, 20 de octubre de 1983) es un exjugador italiano de tenis. 

## Carrera
Comenzó a jugar tenis a los nueve años con su padre Quirino, un entrenador de tenis que sigue trabajando con él. Su superficie preferida es la arcilla, y su mejor golpe es la derecha. Su ídolo de niño fue Pete Sampras.
Su ranking individual más alto logrado en el ranking mundial ATP, fue el n.º 70 el 23 de abril de 2012. Mientras que en dobles alcanzó el puesto n.º 75 el 14 de julio de 2008.
Hasta el momento ha obtenido 23 títulos de la categoría ATP Challenger Series, cinco de ellos en la modalidad de individuales, y los dieciocho restantes en dobles, así como varios títulos futures tanto en individuales como en dobles.

### 2011
El italiano terminó Top 100 por primera vez con éxito en el circuito Challenger y el ATP World Tour. Cosechando una marca de 30-13 en Challengers con título en el Challenger de Burnie (ganó la final por walkover de Chris Guccione) en febrero y subcampeón en el Challenger de Prostejov (perdió ante Schukin) en junio y Challenger de Loughborough (perdió con Kamke) en noviembre. Quedó 5-12 en juego ATP, clasificando a los cuadros principales en ocho ocasiones, incluyendo el Abierto de Australia y Wimbledon. Derrotó a dos Top 20 durante la temporada, sobre el n.º 12 Andy Roddick en el Masters de Madrid, y N º 19 Aleksandr Dolgopolov en Pekín. Logró un récord personal de $ 257.276.

### 2012
El italiano terminó en el Top 100 por segundo año consecutivo. Destacó en las semifinales del Torneo de Casablanca (perdió ante Pablo Andújar), cuartos de final en el Torneo de San Petersburgo (perdió con Daniel Gimeno-Traver). Jugó en los 4 torneos de Grand Slam por primera vez y llegó a segunda ronda en el Australian Open (venció a Nikolay Davydenko y perdió ante Feliciano López) y en el US Open (venció a Blaz Kavcic y perdió ante Jack Sock.

### 2014
En marzo de 2014 ganó el Kazan Kremlin Cup 2014 en la modalidad de dobles junto al serbio Goran Tošić. Derrotaron en la final a la pareja rusa formada por Victor Baluda y Konstantín Kravchuk por 3–6, 7–5, [12–10]. Este fue el vigésimotercer título challenger de su carrera y el decimoctavo en dobles.

### Copa Davis
Desde el año 2009 es participante del Equipo de Copa Davis de Italia. Tiene en esta competición un récord total de partidos ganados/perdidos de 1/1 (1/0 en individuales y 0/1 en dobles).

## Títulos ATP; 1 (0 + 1)

### Dobles
| Leyenda                         |
| Grand Slam (0)                  |
| ATP Wourld Tour Finals (0)      |
| ATP Masters 1000 World Tour (0) |
| ATP World Tour 500 series (0)   |
| ATP World Tour 250 series (1)   |

| N.º | Fecha             | Torneos  | Superficie    | Pareja    | Oponentes                        | Resultado        |
| --- | ----------------- | -------- | ------------- | --------- | -------------------------------- | ---------------- |
| 1.  | 1 de mayo de 2016 | Estambul | Tierra batida | Dudi Sela | Andrés Molteni Diego Schwartzman | 6–3, 5–7, [10–7] |

## Títulos Challenger; 23 (5 + 18)
| Leyenda               | Individuales | Dobles |
| --------------------- | ------------ | ------ |
| ATP Challenger Series | 5            | 18     |

### Individuales
| N.º | Fecha      | Torneo               | Superficie | Oponentes en la final | Resultado      |
| --- | ---------- | -------------------- | ---------- | --------------------- | -------------- |
| 1.  | 30.05.2006 | Challenger de Turín  | Tierra     | Marcel Granollers     | 6–3, 6–3       |
| 2.  | 31.07.2007 | Challenger de Trani  | Tierra     | Pablo Andújar         | 4–6, 6–2, 6–4  |
| 3.  | 04.09.2007 | Challenger de Génova | Tierra     | Gianluca Naso         | 6–2, 6–74, 7–5 |
| 4.  | 01.01.2008 | Challenger de Nouméa | Dura       | Stéphane Bohli        | 6–4, 7–5       |
| 5.  | 06.02.2011 | Challenger de Burnie | Dura       | Chris Guccione        | W/O            |

### Dobles
| N.º | Fecha      | Torneo                     | Superficie | Compañero               | Oponentes en la final                     | Resultado           |
| --- | ---------- | -------------------------- | ---------- | ----------------------- | ----------------------------------------- | ------------------- |
| 1.  | 04.07.2005 | Challenger de Mantova      | Tierra     | Alessandro Motti        | Salvador Navarro Óscar Serrano Gámez      | 5–7, 6–3, 6–3       |
| 2.  | 02.08.2005 | Challenger de Saransk      | Tierra     | Simon Stadler           | Konstantín Kravchuk Aleksandr Kudriávtsev | 7–6(2), 4–6, 7–6(3) |
| 3.  | 19.09.2005 | Challenger de Banja Luka   | Tierra     | Rainer Eitzinger        | Jeroen Masson Stefan Wauters              | 4–6, 6–3, 6–3       |
| 4.  | 25.09.2006 | Challenger de Bratislava   | Tierra     | Marcel Granollers       | David Marrero Pablo Santos                | 7–62, 6–4           |
| 5.  | 09.10.2006 | Challenger de Barcelona    | Tierra     | Tomas Behrend           | Pablo Andújar Marcel Granollers           | 6–3, 6–2            |
| 6.  | 26.03.2007 | Challenger de Nápoles      | Tierra     | Marcel Granollers       | Marco Crugnola Alessio di Mauro           | 6–4, 6–2            |
| 7.  | 30.04.2007 | Challenger de Roma         | Tierra     | Marcel Granollers       | Stefano Galvani Manuel Jorquera           | 3–6, 6–1, [11–9]    |
| 8.  | 01.01.2008 | Challenger de Nouméa       | Dura       | Simone Vagnozzi         | Jan Mertl Martin Slanar                   | 6–4, 6–4            |
| 9.  | 11.02.2008 | Challenger de Belgrado     | Carpeta    | Konstantinos Economidis | Alessandro Motti Filip Polášek            | 4–6, 6–2, [10–8]    |
| 10. | 24.03.2008 | Challenger de Barletta     | Tierra     | Marcel Granollers       | Oliver Marach Michal Mertiňák             | 6–3, 2–6, [11–9]    |
| 11. | 28.04.2008 | Challenger de Roma         | Tierra     | Simone Vagnozzi         | Paolo Lorenzi Giancarlo Petrazzuolo       | 6–3, 6–3            |
| 12. | 27.05.2008 | Challenger de Alessandria  | Tierra     | Simone Vagnozzi         | Matwé Middelkoop Melle Van Gemerden       | 3–6, 6–1, [10–4]    |
| 13. | 13.10.2008 | Challenger de Tashkent     | Dura       | Pavel Šnobel            | Mijaíl Yelguin Aleksandr Kudriávtsev      | 6–3, 6–4            |
| 14. | 28.02.2010 | Challenger de Meknes       | Tierra     | Pablo Andújar           | Alexandr Dolgopolov Artem Smirnov         | 6–2, 6–2            |
| 15. | 12.09.2010 | Challenger de Brasov       | Tierra     | Daniele Giorgini        | Radu Albot Andrej Ciumac                  | 6–3, 6–4            |
| 16. | 19.09.2010 | Challenger de Todi         | Tierra     | Alessio di Mauro        | Marcel Granollers Gerard Granollers       | 6–1, 6–4            |
| 17. | 03.04.2011 | Challenger de Barranquilla | Dura       | Paolo Lorenzi           | Alejandro Falla Eduardo Struvay           | 6–3, 6–4            |
| 18. | 15.03.2014 | Challenger de Kazan-2      | Dura (i)   | Goran Tošić             | Victor Baluda Konstantín Kravchuk         | 3-6, 7-5, [12-10]   |